# Valerie Niehaus
Valerie Niehaus (Emsdetten, 11 ottobre 1974) è un'attrice tedesca.

## Biografia
Valerie Niehaus si trasferì con la famiglia nei pressi di Monaco di Baviera nel 1987. Qui comparve tredicenne nella serie televisiva "Rote Erde". Il giorno in cui ha conseguito il diploma di maturità, ha ricevuto un contratto per la soap opera Verbotene Liebe. Nel 1997 iniziò a studiare alla scuola di recitazione dell'istituto teatrale Lee Strasberg a New York. È una lontana parente dell'attrice Ruth Niehaus (1925–1994).

## Filmografia
- 1987: Rote Erde
- 1995: So spielt das Leben in Kitzbühel
- 1995–1997: Verbotene Liebe, protagonista nel ruolo di Julia Sander
- 1996: Stunden der Entscheidung, protagonista nel ruolo di Christabel Lowyer
- 1996: Klinik unter Palmen,  nel ruolo di Christine
- 1999: SOKO 5113: Total verfahren, nel ruolo di Lea Mertens
- 1999: St. Pauli Nacht
- 2000: Die Gefesselten, nel ruolo di Luise Reimann
- 2000: Flashback – Mörderische Ferien, nel ruolo di Jeanette Fielmann
- 2001: Ein unmöglicher Mann, nel ruolo di Gaby Zerlinski
- 2001: Vera Brühne, nel ruolo di Helga Haddenhorst
- 2001: Das Glück ist eine Insel, nel ruolo di Saskia
- 2001: Die Frau, die Freundin und der Vergewaltiger, nel ruolo di Maike Lilienthal
- 2001: Love Crash, protagonista nel ruolo di Ina/Jula
- 2002: Der Duft des Geldes, nel ruolo di Antonia Lenz
- 2002: Königskinder, nel ruolo di Hanna
- 2003: Das bisschen Haushalt, protagonista nel ruolo di Irina Burger
- 2004: Wind über den Schären di Inga Lindström, protagonista nel ruolo di Hanna Bellmann
- 2004: SOKO 5113: Amour fou, nel ruolo di Tina Klein
- 2005: Vollgas
- 2005: Beweise, dass es böse ist di Donna Leon
- 2005: Rohtenburg
- 2006: Verlobt - Verheiratet
- 2006: Rose unter Dornen, nel ruolo di Sofie Winter
- 2006: Alles über Anna, serie televisiva su ZDF, protagonista nel ruolo di Anna
- 2007: Tierisch Verliebt, protagonista nel ruolo di Katharina
- 2008: Die Gustloff
- 2008: Mogadischu
- 2008: "Nel cuore della tempesta" (Die Pilotin), protagonista nel ruolo di Andrea Schubert
- 2009: Entscheidung in den Wolken
- 2009: Kommissar LaBréa - Tod an der Bastille
- 2009: Eine Liebe in St. Petersburg
- 2009-2011: Doctor's Diary nel ruolo di Gina Amsel
- 2010: Der Mann mit dem Fagott
- 2010: Sind denn alle Männer Schweine?, SAT.1, als Maja Nielsen
- 2010: Die Liebe kommt mit dem Christkind
- 2010: Garmischer Bergspitzen
- 2010: Squadra Speciale Vienna (SOKO Donau/SOKO Wien): Tod eines Schnüfflers, nel ruolo di Isabel Frohner
- 2011: Biss zur großen Pause – Das Highschool Vampir Grusical nel ruolo di Mrs. Mental
- 2016-...: Gli specialisti (Die Spezialisten - Im Namen der Opfer)